# Fate of a Dreamer
Fate of a Dreamer to debiutancki album projektu Ambeon wydany w 2001 przez holenderską wytwórnę płytową Transmission Records. Każdy z 10 utworów zawartych na płycie zawiera nawiązania do muzyki z innego projektu muzycznego Arjena Lucassena, Ayreon.

## Lista utworów
1. "Estranged"  – 2:47
2. "Ashes"  – 5:29
3. "High"  – 4:12
4. "Cold Metal"  – 6:50
5. "Fate"  – 7:39
6. "Sick Ceremony"  – 3:44
7. "Lost Message"  – 4:30
8. "Surreal"  – 4:37
9. "Sweet Little Brother"  – 6:06
10. "Dreamer"  – 5:17

## Twórcy
- Astrid van der Veen – wokal
- Arjen Lucassen – gitara, sample, instrumenty klawiszowe
- Stephen van Haestregt – perkusja, instrumenty perkusyjne
- Walter Latupeirissa – gitara basowa (zwykła i bezprogowa)

### Gościnnie wystąpili
- John McManus – flet
- Pat McManus – wiolonczela, skrzypce
- Erik Norlander – syntezator
- Lana Lane – poboczne linie wokalne

## Nawiązania do utworówAyreon
- "Estranged": "Ye Courtyard Minstrel Boy" (z albumu The Final Experiment)
- "Ashes": "Back on Planet Earth" (z albumu Actual Fantasy)
- "High": "The Shooting Company of Captain Frans B. Cocq" (z albumu Universal Migrator Part 1: The Dream Sequencer)
- "Cold Metal": "Into the Black Hole" (z albumu Universal Migrator Part 2: Flight of the Migrator)
- "Fate": "Welcome to the New Dimension" i "Forever of the Stars" (oba z albumu Into the Electric Castle)
- "Sick Ceremony": "Magic Ride" (z albumu The Final Experiment)
- "Lost Message": "The Charm of the Seer" (z albumu The Final Experiment) oraz "Carried by the Wind" (z albumu Universal Migrator Part 1: The Dream Sequencer)
- "Surreal": "And the Druids turn to Stone" (z albumu Universal Migrator Part 1: The Dream Sequencer)
- "Sweet Little Brother": "2084" (z albumu Universal Migrator Part 1: The Dream Sequencer)
- "Dreamer": "Computer Eyes" (z albumu Actual Fantasy)